# Palazzo Boselli

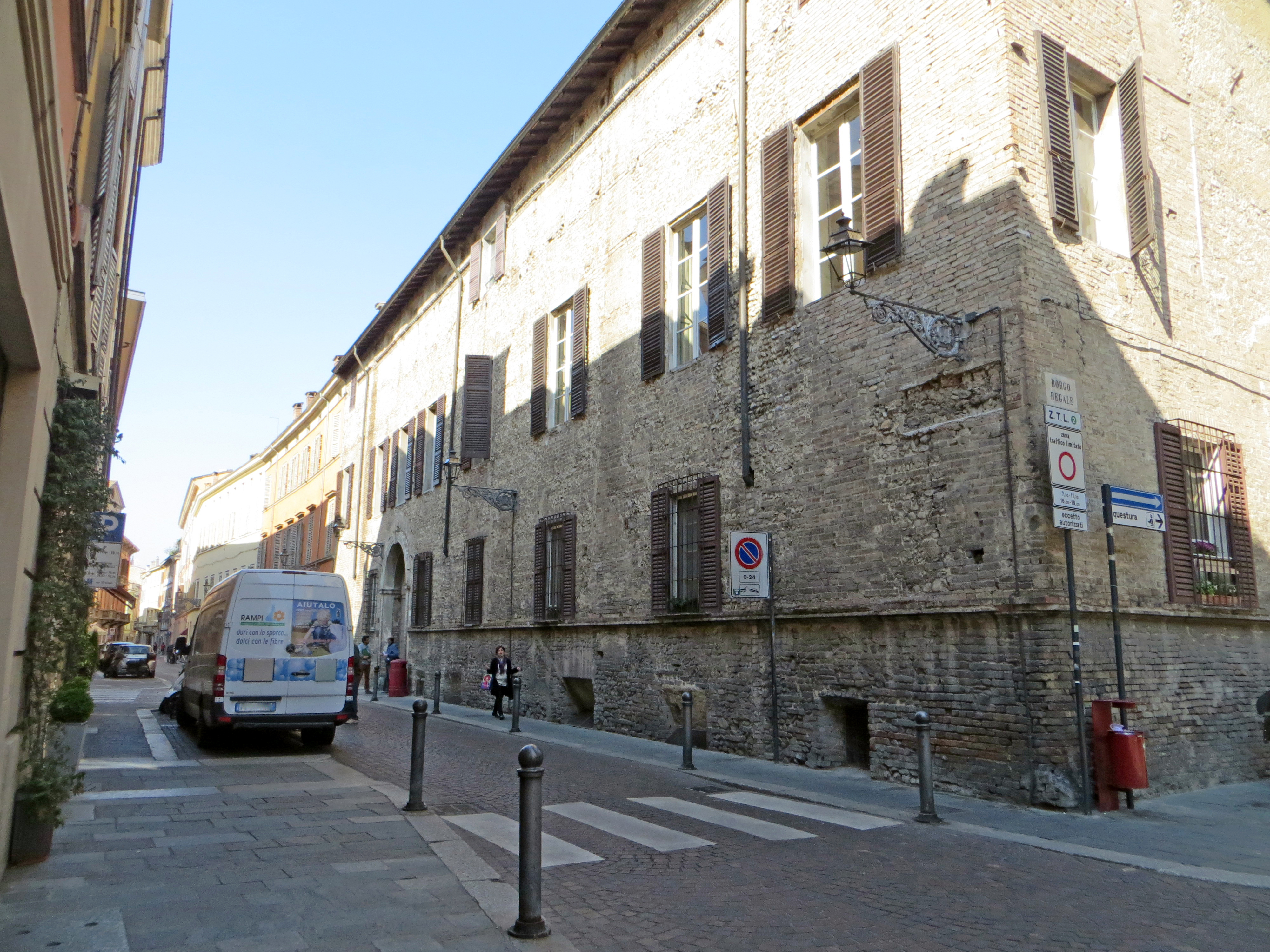
Palazzo Boselli in Parma

Der Palazzo Boselli ist ein Renaissancepalast im historischen Zentrum von Parma in der italienischen Region Emilia-Romagna. Er liegt in der Strada XXII Luglio 44 und ist einer der wenigen Paläste aus dem 14. oder 15. Jahrhundert in der Stadt.

## Geschichte
Den Palast ließ Ende des 14. oder Anfang des 15. Jahrhunderts die Familie der Markgrafen Bergonzi errichten, die sich bereits einige Zeit vorher in der Gegend um die Kirche San Quintino angesiedelt hatten.
Um 1688 kauften die Ceratis, Grafen von Viarolo und Vicomero, das Gebäude. Vermutlich war Graf Valerio, Bürgermeister von Fiesso 1713, der erste Bewohner des „Palazzo di Borgo San Quintino“ (heute Strada XXII Luglio) an der Ecke zum „Borgo Reale“ (heute Borgo Regale).
Dieses bedeutende Adelshaus starb mit dem Grafen Antonio Cerati, einem bekannten Literaten, aus. Er starb ohne Kinder 1816 und hinterließ sein Erbe Chiara Mazzucchini, der Gattin des Grafen Philip Magawly, der daraufhin seinen Namen in Filippo Magawly Cerati änderte und während der Regentschaft von Herzogin Marie-Louise Präsident des Staatsrats war.
Als die Gräfin 1854 starb, kaufte der in Parma lebende Zweig der Familie Pavesi Negri, Grafen von Castelnovo, die ursprünglich aus Pontremoli stammten, den Palast.
1885 verkaufte der Markgraf Fabio Pavesi Negri den Palast an den Grafen Raffaele Boselli, den 1917 sein Sohn Franco beerbte.
Das Gebäude, das immer noch teilweise der Familie Boselli gehört, wurde ab 2007 einer umfangreichen Restaurierung unterzogen.

## Beschreibung

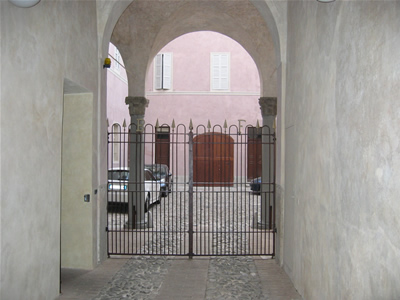
Durchgang zum Innenhof

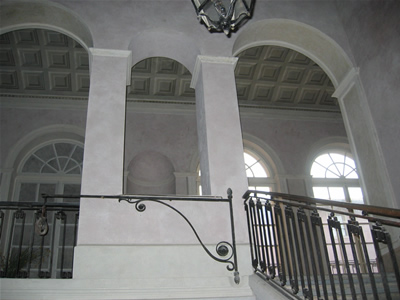
Große Treppe

Der Palast ist um einen rechteckigen Innenhof herum angelegt und steht auf einem fast trapezförmigen Grundstück an der Ecke zum Borgo Regale.
Die Fassaden, die mit der Zeit schwarz geworden sind, bestehen vollständig aus Ziegelmauerwerk und sind ganz kahl, mit Ausnahme des Gesimses im Erdgeschoss und des Eingangsportals, das mit einem Rahmen versehen ist.
Im Inneren des verputzten Innenhofes liegt auf der Eingangsseite eine Kolonnade mit eleganten Pilastern und Kapitellen aus Sandstein, die noch mit den Wappen der Markgrafen Bergonzi gesiegelt sind.
Die Treppe, die zum Hauptgeschoss führt, hat ein quadratisches Treppenauge, das mit einer verzierten Schattengewölbedecke versehen ist, während der untere Treppenabsatz eine Tonnengewölbedecke mit Fresken hat, die ein Kassettenmotiv zeigen. In den zahlreichen Räumen des Palastes gibt es weitere Dekorationen.

## Fotogalerie

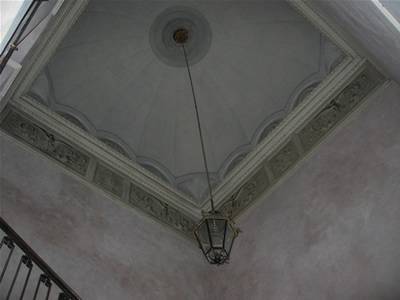
Schattengewölbedecke des Treppenauges
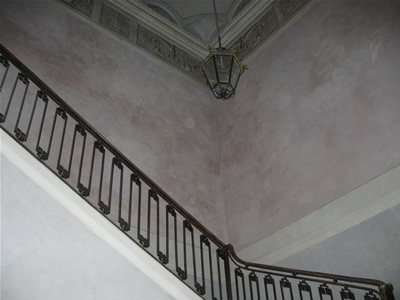
Detail an der Treppe
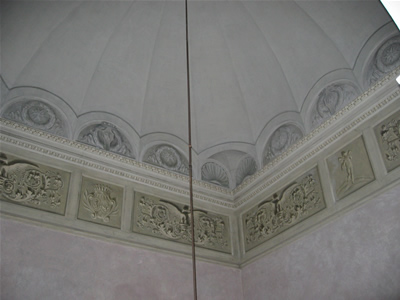
Dekordetail am Treppenauge
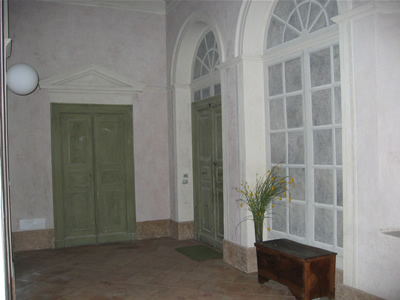
Treppenabsatz des Hauptgeschosses
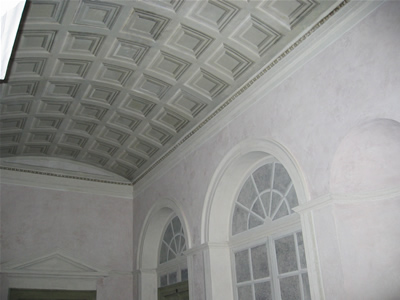
Detail des Gewölbes über dem Treppenabsatz
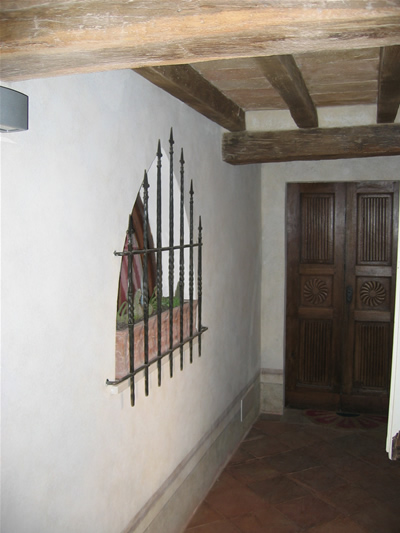
Ausrückung
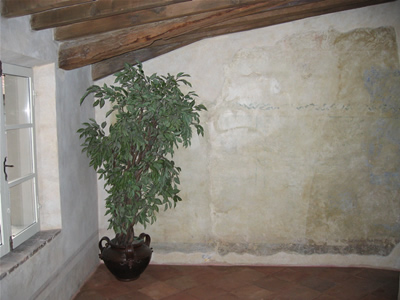
Ein Saal